# Astragalus lentiginosus
Espèce
Classification phylogénétique
Statut de conservation UICN

 LC  : Préoccupation mineure
Astragalus lentiginosus est une espèce de plantes à fleurs de la famille des Fabaceae que l'on rencontre dans les régions désertiques de l'Amérique du Nord. Elle est butinée par une espèce d'abeille solitaire (Habropoda pallida).

## Description morphologique
Très polymorphe, elle présente de grandes variations morphologiques entre populations, notamment au niveau de la taille de la plante, de la couleur des fleurs ou de l'aspect des gousses.

### Appareil végétatif
Cette plante présente des tiges atteignant de 10 à 40 cm de longueur, en position dressée ou rampantes. Les feuilles sont imparipennées et découpées en 11 à 19 folioles de forme ovale ou arrondie et de 9 à 15 mm de longueur chacune.

### Appareil reproducteur
La floraison a lieu entre mai et juillet.
L'inflorescence est une grappe de fleurs, blanches, mauves ou roses. Chaque fleur mesure de 9 à 20 mm de long. La corolle est composé de 5 pétales, disposés selon le schéma classique des fleurs de Fabaceae : un grand pétale supérieur (étendard) et deux pétales latéraux (ailes) enclosent partiellement deux pétales situés en bas, unis en forme de coque de navire (carène).
Le fruit est une gousse enflée, de 1,3 à 3,8 cm de long, à deux loges. L'extrémité de la gousse, amincie en une sorte de bec, est aplatie latéralement. Les parois de la gousse, souvent de couleur rose tachetée de rouge, peuvent avoir un aspect du cuir ou, translucides, donner à l'ensemble l'aspect d'une vessie.

## Répartition et habitat
Cette plante vit dans les zones dégagées de l'ouest de l'Amérique du Nord. Son aire de répartition va de l'ouest du Canada au nord-ouest du Mexique, en passant par l'ouest des États-Unis.
Elle pousse aussi bien dans les déserts que sur des sols salés ou sur les pentes dégagées des montagnes.